# Shoah en Grèce
La Shoah en Grèce est la persécution, la déportation et l'assassinat des Juifs grecs, principalement par leur envoi au camp d'Auschwitz, pendant la Seconde Guerre mondiale. En 1945, entre 83 % et 87 % des Juifs de Grèce avaient disparu, soit l'un des taux les plus élevés en Europe.
Avant-guerre, la Grèce compte environ 72 000 à 77 000 Juifs répartis dans 27 communautés. La majorité d'entre eux, près de 50 000, vit à Salonique (Thessaloniki), ville auparavant ottomane, conquise et annexée par la Grèce en 1913. La plupart des Juifs grecs étaient des séfarades parlant le ladino, ainsi que des Romaniotes hellénophones. Après la bataille de Grèce en avril 1941, le pays est occupé par l'Allemagne, l'Italie et la Bulgarie. Pendant la première année d'occupation, les autorités n'appliquent pas de campagnes systématiques visant les Juifs en particulier.
En mars 1943, un peu plus de 4 000 Juifs sont déportés depuis la zone d'occupation bulgare vers le centre d'extermination de Treblinka. Du 15 mars jusqu'en août, pratiquement tous les Juifs de Salonique, ainsi que ceux des communautés voisines, sont déportés vers Auschwitz. En septembre 1943, l'Allemagne prend le contrôle de la zone d'occupation italienne, dont les dirigeants s'opposaient à la déportation des Juifs. En mars 1944, Athènes, Ioannina et d'autres localités de l'ancienne zone d'occupation italienne voient la rafle et la déportation frapper leurs communautés juives. À la mi-1944, les Juifs implantés dans les îles grecques sont ciblés à leur tour. Environ 10 000 Juifs ont survécu à la Shoah, soit en se cachant, soit en rejoignant la résistance grecque, soit en survivant aux déportations.
Après la Seconde Guerre mondiale, les Juifs survivants rencontrent des difficultés pour recouvrer leurs biens auprès des non-Juifs qui s'en sont emparés. Près de la moitié des survivants migre en Israël ou vers d'autres pays dans la première décennie d'après-guerre. Pendant longtemps, la Shoah reste occultée par rapport à d'autres évènements sous l'occupation, mais le sujet gagne en visibilité au XXIe siècle.

## Contexte

Expansion de la Grèce de 1832 à 1947.

Les Romaniotes hellénophones forment la plus ancienne communauté juive d'Europe : leur présence remonte peut-être jusqu'au sixième siècle avant notre ère. De nombreux séfarades de langue ladino s'installent dans l'Empire ottoman, y compris dans des régions qui forment la Grèce moderne, après avoir été expulsés d'Espagne et du Portugal à la fin du XVe siècle,. Ceux-ci, sur le plan démographique comme sur le plan culturel, finissent par primer sur les Romaniotes. Les différentes communautés juives grecques d'avant-guerre — au Sud, à l'Ouest et au Nord-Est — possèdent chacune une histoire propre.
- Pendant la guerre d'indépendance grecque des années 1820, de nombreux Juifs du Péloponnèse et du centre sont massacrés et d'autres fuient vers l'Empire ottoman car ils sont soupçonnés de s'opposer aux insurgés grecs[7],[8]. Le nouvel État indépendant grec instaure l'Église orthodoxe grecque comme religion d'État, confession partagée par la quasi-totalité des habitants. Il reste très peu de Juifs en Grèce indépendante et cinquante familles romaniotes de Chalcis forment la plus grande communauté[9],[10]. Après l'indépendance est établie une monarchie (en) et quelques ashkénazes d'Europe centrale ainsi que des Séfarades de l'Empire ottoman viennent s'établir à Athènes ; beaucoup entrent au service du nouveau monarque, Othon de Bavière. La petite communauté est bien intégrée dans la vie sociale et politique[11],[12] ; elle se considère grecque de confession juive[13].
- La Grèce-Occidentale, surtout l'Épire, compte une communauté plus récente de Romaniotes installés le long des routes de commerces, notamment la Via Egnatia, aux premiers siècles de notre ère[14],[15]. En raison de l'émigration des Juifs au XIXe siècle et au début du XXe siècle, la région n'en abrite plus que quelques milliers. La Grèce-occidentale demeure sous domination ottomane jusqu'aux guerres balkaniques au début du XXe siècle[16].
- À cause de la réinstallation forcée à Constantinople mise en œuvre en 1455 par le sultan Mehmed II, les communautés romaniotes ont failli disparaître de Thrace, de Macédoine et de Grèce-Centrale[17]. À la fin du XVe siècle, l'Empire ottoman autorise les séfarades à revenir sur la côte égéenne ; ils sont rejoints ensuite par des migrants ashkénazes, mais les séfarades restent majoritaires[18]. Avant la Seconde Guerre mondiale, près de 50 000 Juifs vivent à Salonique (Thessaloniki)[19], centre d'étude de la culture séfarade ; traditionnellement, la population juive y est la plus nombreuse[20]. La ville est largement hellénisée après le grand incendie de 1917[21] mais la pluralité démographique des Juifs perdure jusqu'à l'arrivée de nombreux réfugiés grecs (en) de Thrace orientale et d'Anatolie en 1922[22],[23].
- Les îles grecques, notamment Corfou, Rhodes et la Crète, abritent des communautés séfarades et romaniotes culturellement influencées par l'Italie[24],[25].

Avant les guerres balkaniques, 10 000 Juifs (au maximum) vivent en Grèce ; cette population est multipliée par huit avec les acquisitions territoriales. Les Juifs subissent occasionnellement une flambée de violence antisémite, comme les émeutes de Corfou en 1891 et, en 1931, le pogrom de Campbell mené par l'Union nationale de Grèce (EEE) dans une banlieue de Salonique,. La récession conduit de nombreux Juifs à émigrer après la Première Guerre mondiale. Au début, des marchands aisés quittent le pays vers l'Europe, l'Amérique latine et les États-Unis. Dans les années 1930, de nombreux Juifs plus démunis émigrent de Salonique vers la Palestine. Sous une pression intense en faveur de l'hellénisation, les Juifs de Salonique sont progressivement intégrés dans la majorité grecque et des jeunes apprennent le grec comme langue maternelle. L'historien Steven Bowman (en) déclare que si la destruction physique des Juifs grecs se produit entre 1943 et 1945, « une offensive économique, sociale et politique précède les tourments de la Seconde Guerre mondiale ». La fragmentation politique des Juifs thessaloniciens en factions opposées — partisans de l'assimilation, sionistes et communistes — érode leurs capacités de résistance,. En 1936, le dictateur Ioánnis Metaxás renverse la vie politique parlementaire et instable,. Au moment où éclate la Seconde Guerre mondiale, la Grèce compte environ 72 000 à 77 000 Juifs répartis dans 27 communautés, principalement à Salonique.

## Occupation par les forces de l'Axe

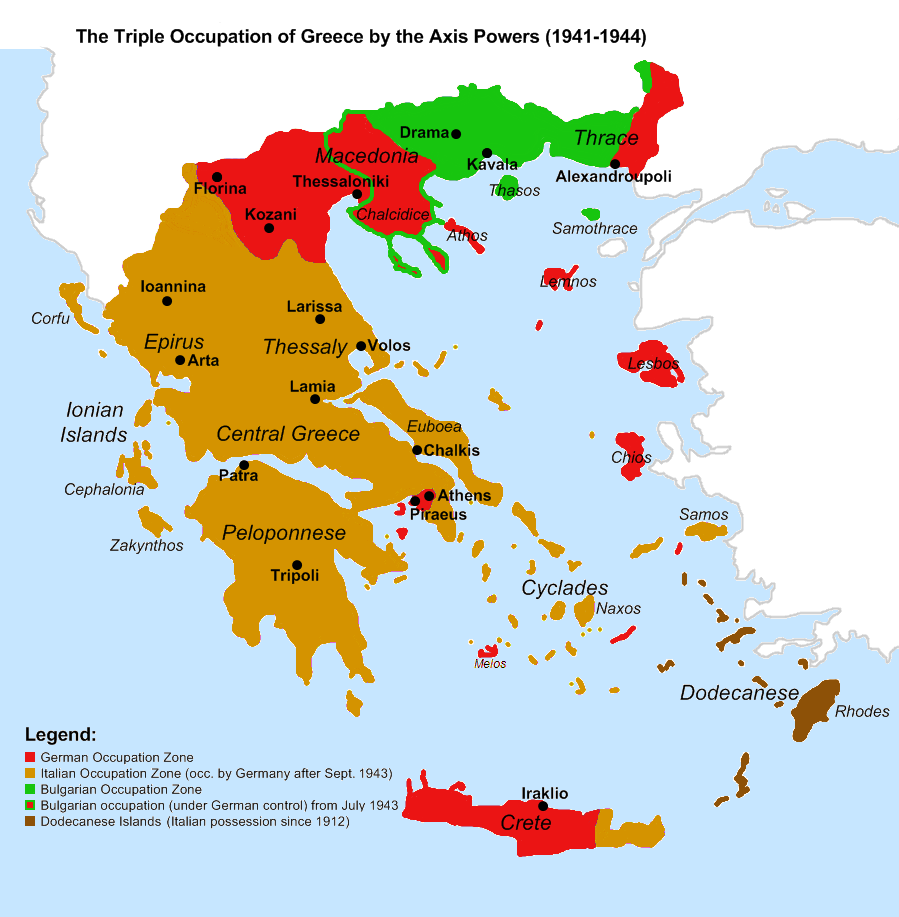
Occupation de la Grèce par trois États : l'Italie fasciste, l'Allemagne nazie et le royaume de Bulgarie.

Tôt dans la matinée du 28 octobre 1940, l'Italie pose un ultimatum au dictateur Ioánnis Metaxás : soit autoriser les troupes italiennes à occuper la Grèce, soit entrer en guerre. Metaxás refuse et l'Italie envahit aussitôt la Grèce,. La communauté juive a recensé 12 898 Juifs dans les rangs des combattants grecs ; 613 sont morts et 3 743 blessés, dont le plus célèbre est le colonel Mardochaíos Frizís. Pendant l'hiver 1940-1941, Italiens et Grecs se battent en Albanie mais, en avril 1941, l'Allemagne prend part à la guerre et, à la fin du mois, elle occupe toute la Grèce continentale. Le 26 avril, un groupe de généraux annonce la formation d'un nouveau gouvernement soutenu par le Troisième Reich. Pendant ce temps, la famille royale évacue vers la Crète puis au Caire, où est fondé le gouvernement grec en exil.
À la mi-1941, la Grèce est partagée en plusieurs zones d'occupation. L'Allemagne domine des secteurs d'importance stratégique : la Macédoine, y compris Salonique, le port du Pirée, la majeure partie de la Crète et certaines îles Égéennes ; les Italiens prennent la quasi-totalité de la Grèce continentale ainsi que de nombreuses îles,. Le royaume de Bulgarie occupe la Macédoine-Orientale-et-Thrace : elle y entreprend sans tarder une campagne féroce de bulgarisation et déplace plus de 100 000 réfugiés grecs vers l'Ouest,,. Le gouvernement grec collaborationniste commence à percevoir la Bulgarie comme la principale menace et fait des pieds et des mains pour cimenter l'alliance avec l'Allemagne afin de contrer les visées bulgares. En 1943, des secteurs de la Macédoine orientale passent du contrôle allemand à celui des Bulgares.

## Persécutions antisémites

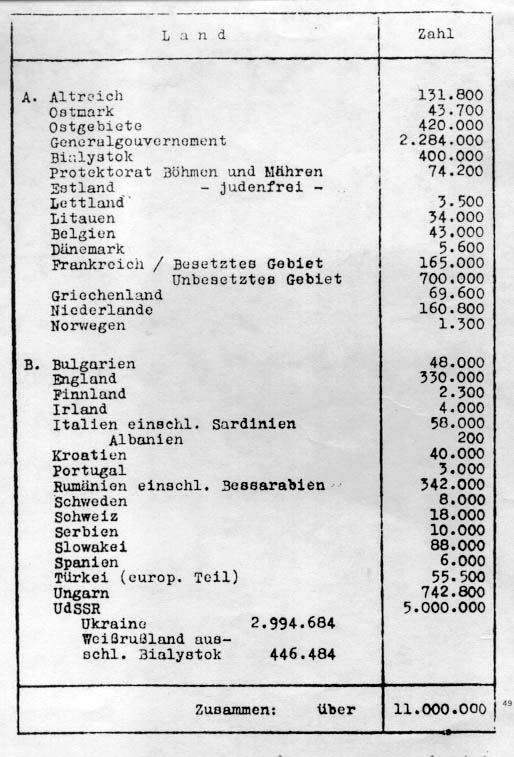
Liste des objectifs de la conférence de Wannsee

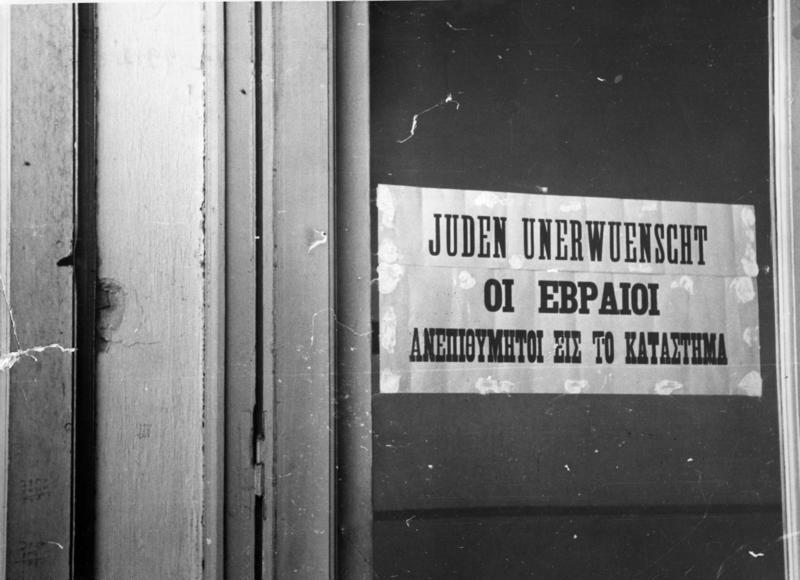
« Juifs malvenus », pancarte à Salonique en 1941.

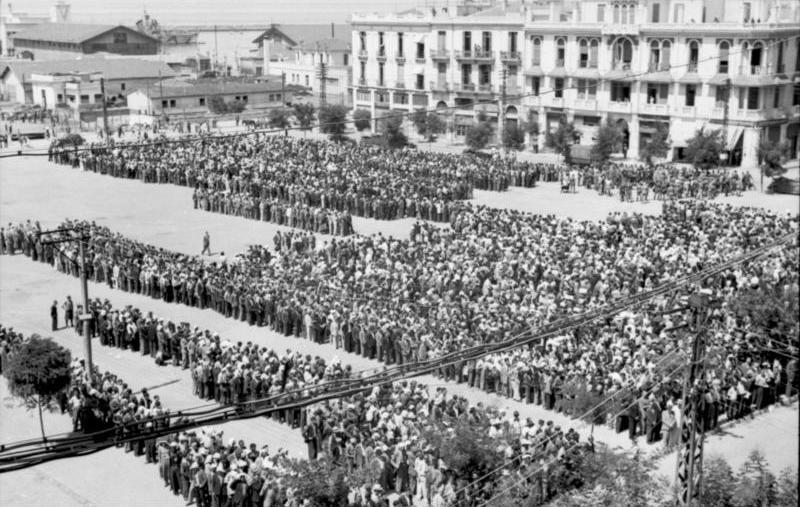
Rafle de 9000 Juifs sur la place Eleftherías, à Salonique le 11 juillet 1942.

Aussitôt que commence l'occupation, la police allemande procède à des arrestations contre des personnes considérées comme subversives, y compris les intellectuels juifs grecs et la totalité du Conseil de la communauté juive de Salonique. Le groupe Reichsleiter Rosenberg recense les biens des Juifs une semaine après le début de l'occupation. Pour entrer dans les bonnes grâces des Allemands, le Premier ministre Geórgios Tsolákoglou annonce l'existence d'un « problème juif » en Grèce — expression qui n'a jamais figuré dans les discours d'avant-guerre — et ajoute : « cette question trouvera sa solution définitive dans le cadre de l'Ordre nouveau en Europe ».
Les autorités mènent des confiscations, à une échelle massive, de divers biens appartenant à des Juifs et des non-Juifs. Les Juifs aisés sont arrêtés et sont expropriés de leurs entreprises. Pendant la première année sous occupation, les Juifs partagent les mêmes difficultés que les autres Grecs, y compris la famine de 1941 et l'hyperinflation. Les activités de marché noir sont très développées même si les participants courent le risque d'une exécution sommaire. La famine frappe très gravement les Juifs grecs, car nombre d'entre eux appartiennent au prolétariat urbain et manquent de relations dans les campagnes. À Salonique, l'armée allemande tente de renforcer les dissensions entre juifs et chrétiens, en incitant les journaux Nea Evropi et Makedonía à publier des pamphlets antisémites et en restaurant l'Union nationale de Grèce (EEE), que Metaxás avait bannie. Dans la zone d'occupation bulgare, des centaines de Juifs thraces sont envoyés de force dans les bataillons de travail, ce qui leur a permis d'échapper à la famine et à la déportation de 1943.
Les collaborateurs grecs remettent aux autorités allemandes des listes de prétendus communistes, qui sont pris en otage puis exécutés en représailles contre des actes de résistance. Les Juifs sont sur-représentés parmi ces victimes. Dans la seconde moitié 1941, les biens immeubles des Juifs à Salonique sont confisqués à grande échelle pour y reloger des chrétiens dont les habitations ont été détruites dans les bombardements ou qui ont fui la zone d'occupation bulgare. En février 1942, le gouvernement collaborationniste, cédant aux exigences allemandes, fusille l'officier supérieur Georgios Daskalakes à cause de ses prétendues origines juives. Peu après, toujours à la demande du Troisième Reich, le gouvernement interdit à tous les Juifs de sortir du pays.
Le 11 juillet 1942 à Salonique, 9 000 hommes juifs sont raflés pour être recensés sur la place Eleftherías dans une opération conjointe des Allemands et du gouvernement grec,. Les victimes sont humiliées en public et obligées d'accomplir des exercices physiques,. Après leur enregistrement, jusqu'à 3 500 hommes juifs sont recrutés par contrainte dans des bataillons de travail par l'Organisation Todt, un organisme nazi de génie militaire et civil. Les gendarmes grecs gardent les prisonniers pendant leur transfert vers leurs affectations et d'anciens militaires grecs supervisent les chantiers,,. Les conditions sont si épouvantables que des centaines de victimes y laissent la vie,. Certains hommes se sont échappés mais les Allemands en fusillent d'autres en représailles,. Les autorités grecques et l'Église orthodoxe n'émettent aucune protestation. En guise de rançon pour libérer les travailleurs forcés, la communauté juive paie la somme de deux milliards de drachmes et renonce au cimetière juif de Salonique, que la municipalité cherche à lui retirer depuis des années,. La municipalité détruit le cimetière à partir du 8 décembre. De nombreuses pierres tombales sont réutilisées, par la ville et par l'Église orthodoxe grecque, comme matériaux de construction. À la fin de 1942, plus d'un millier de Juifs ont fui de Salonique vers Athènes (surtout les plus aisés, car le trajet représente 150 000 drachmes, soit 300 £ à l'époque : l'équivalent de 14 000 £ en 2019).

## Déportation

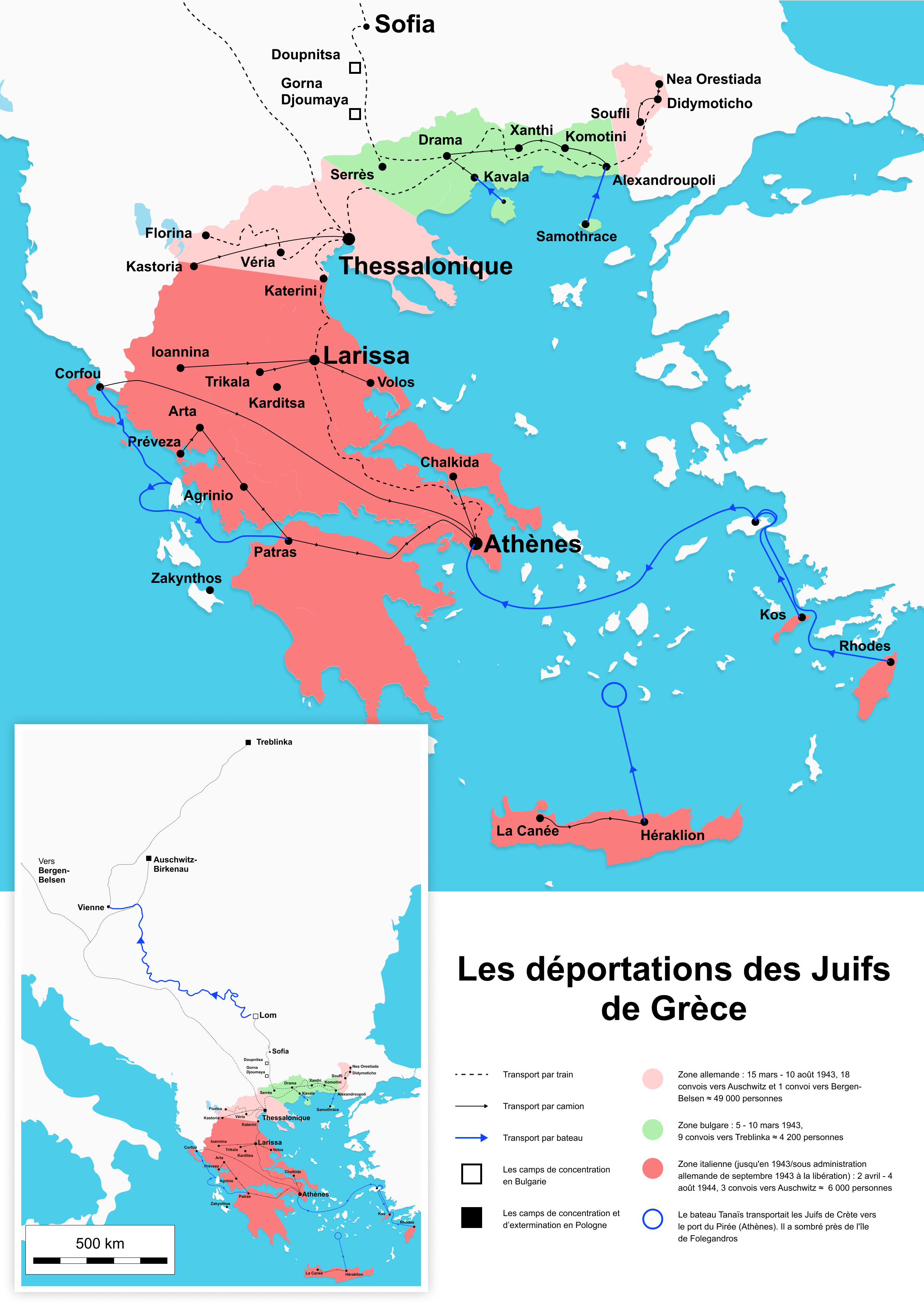
Carte tirée du livre d'Anastasio Karababas, Sur les traces des Juifs de Grèce (préf. de Serge Klarsfeld), VA Éditions, Versailles, 2023.

Des Juifs grecs vivant à Paris, Lyon et Marseille sont déportés vers Auschwitz en 1942 pendant la Shoah en France et aucune protestation des diplomates grecs n'a été recensée,. Selon l'historien Christopher Browning, le dictateur Adolf Hitler ordonne la déportation des Juifs de Salonique le 2 novembre 1941, d'après un passage du journal de Gerhard Engel qui déclare que Hitler « exige que les éléments juifs soient éliminés de Salonique ». Le grand rabbin de Salonique, Zvi Koretz, est interné à Vienne de mai 1941 à janvier 1942 - soit un an avant que ne commence la déportation des Thessaloniciens.
La construction de défenses contre une éventuelle attaque des Alliés dans le Nord de l'Égée coïncide avec les préparatifs de la déportation des Juifs de Salonique ainsi que l'arrivée du conseiller allemand Theodor Dannecker en Bulgarie : il doit s'assurer que la Thrace occidentale avance dans le nettoyage ethnique. Hitler croyait que les populations juives saboteraient les défenses de l'Axe en cas d'invasion alliée. Pour l'historien Andrew Apostolou, la perspective d'une victoire alliée conduit les autorités grecques à protéger leurs arrières en maintenant leur coopération avec les Allemands pour contrer les ambitions bulgares (à savoir, annexer définitivement la Thrace occidentale et la Macédoine), tout en créant des preuves qui leur permettraient de dégager leurs responsabilités en cas de victoire alliée. Tant l'administration collaborationniste que les gouvernements d'après-guerre se sont servis de la guerre comme d'un moyen d'helléniser le Nord de la Grèce : ce secteur, depuis Corfou jusqu'à la frontière turque, est le plus dangereux pour les Juifs pendant la Shoah. À la même période, les Albanais chams sont expulsés (en) et de nombreux Macédoniens (en) sont déplacés.
Au total, plus de 60 000 Juifs sont déportés par les nazis depuis la Grèce vers Auschwitz. Environ 12 750 d'entre eux échappent à l'extermination immédiate en chambre à gaz et 2 000 (au maximum) sont revenus après la guerre. Les Juifs ne sont pas forcément informés du sort qui les attend et certains pensent qu'ils seront envoyés aux travaux forcés en Pologne,,. Les convois sont si remplis qu'il est impossible de s'asseoir et le trajet prend parfois jusqu'à trois semaines. Environ 50 % des victimes périssent en voyage, certaines perdent l'esprit et la plupart sont incapables de se tenir debout en arrivant à Auschwitz. Après la déportation, la quasi-totalité des biens des Juifs sont revendus, volés ou nationalisés par le gouvernement grec. Presque partout, les chrétiens se rendent dans les quartiers juifs immédiatement après le départ des habitants et s'adonnent au pillage,.

### Thrace (mars 1943)
Le 4 mars 1943 avant l'aube, en Macédoine-Orientale-et-Thrace sous occupation bulgare, 4 058 Juifs sont arrêtés (la population totale en compte 4 273). Dans cette rafle, planifiée le 22 février, l'armée bulgare encercle les localités voisines pour que la police procède aux arrestations de personnes figurant sur des listes. Les Juifs sont conduits vers des camps à Gorna Džumaja et Doupnitsa, où ils restent quelques semaines avant d'être déportés par le Danube vers le centre d'extermination de Treblinka,. En moins d'un mois, 97 % des Juifs dans la zone d'occupation bulgare sont assassinés et aucun des déportés n'a survécu. Dannecker relève que cette déportation « a été menée sans réaction notable chez la population locale ». Pour les autorités bulgares, l'éviction des groupes ethniques non-Bulgares, dont les Juifs et les Grecs, est une étape nécessaire pour libérer de l'espace au profit des colons bulgares.

### Salonique (mars-août 1943)

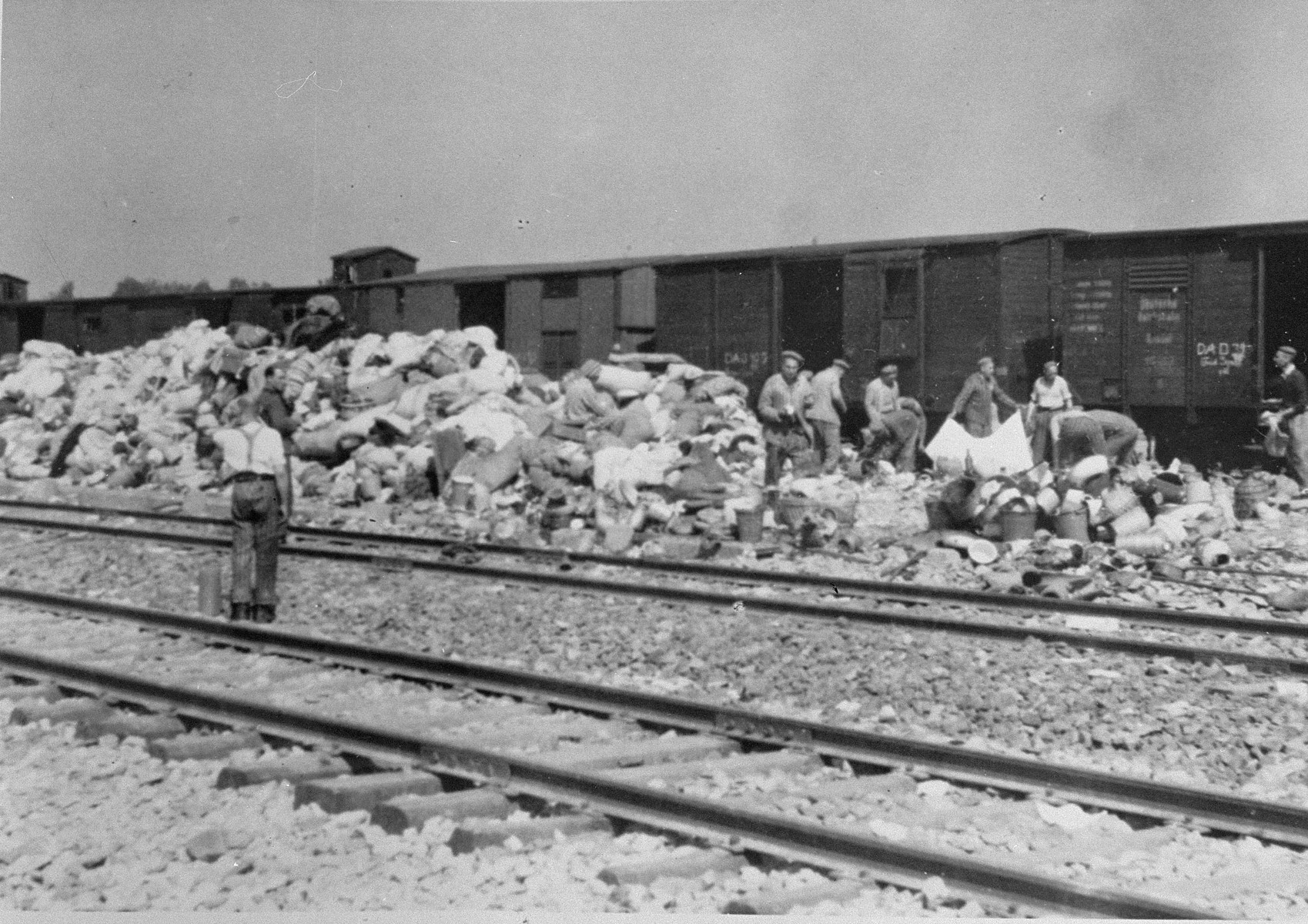
Prisonniers triant des biens confisqués à Auschwitz II-Birkenau, début 1944. Parmi eux figure Chaim Rephael, déporté de Salonique.

Les préparatifs pour déporter les Juifs de Salonique commencent en janvier 1943. Un haut fonctionnaire allemand, Günther Altenburg (en), communique le projet à Konstantínos Logothetópoulos, premier ministre du gouvernement collaborationniste, le 26 janvier ; il n'existe aucun indice de résistance de la part de Logothetópoulos, sauf deux lettres de protestation après le début de l'opération. Malgré ces lettres, le gouvernement poursuit sa coopération dans la déportation. Les autorités d'occupation italiennes et le consul Guelfo Zamboni (en) émettent de vigoureuses protestations ; ils accordent la citoyenneté italienne à des Juifs et organisent le voyage vers Athènes de centaines de Juifs grecs de nationalité italienne ou étrangère.
Le 6 février, le groupe SS chargé de la déportation arrive dans la ville et établit son quartier général au 42 rue Velissariou, dans une villa confisquée à des Juifs. Les chefs, Alois Brunner et Dieter Wisliceny, s'installent au premier étage tandis que, dans les caves, des Juifs fortunés sont torturés. Les nazis lancent une série de décrets antisémites afin d'appliquer les lois de Nuremberg. Leur premier décret, promulgué le jour de leur arrivée, impose aux Juifs étrangers le port de l'étoile jaune. Les nazis tracent le ghetto du Baron Hirsch près de la gare et, le 4 mars, ils l'encerclent de barbelés. Les policiers réguliers grecs gardent le ghetto à l'extérieur ; à l'intérieur, l'ordre dépend de la police juive. Les premières victimes envoyées dans le ghetto sont 15 familles de Langadás. Néanmoins, le ghetto a compté jusqu'à 2 500 personnes simultanément.
Certaines s'échappent dans les montagnes pour rejoindre la résistance ou fuient vers Athènes, cependant la majorité des victimes ne peut le faire. Les premiers convois de Salonique partent le 15 mars 1943,. À la mi-juin, la plupart des Juifs ont été déportés mais les derniers trains partent le 10 août, emmenant 1 800 hommes thessaloniciens enrôlés dans des chantiers de travaux forcés. Au total, environ 45 200 Juifs sont déportés depuis Salonique vers Auschwitz ; 1 700 autres issus de cinq communautés dans la zone allemande sont déportés via Salonique. Environ 600 Juifs, surtout des espagnols et des membres du Conseil juif, sont envoyés à Bergen-Belsen. Dans l'ensemble, 96 % des Juifs de Salonique sont assassinés.
Après la confiscation de tous les commerces juifs le 6 mars, les autorités s'aperçoivent qu'entre 500 et 1 700 entreprises juives sont en affaires avec l'étranger ; leur fermeture entraînerait de graves pertes pour les sociétés allemandes. Par conséquent, ces entreprises doivent continuer de fonctionner mais elles sont réattribuées. Fin mai, une agence du gouvernement grec (l'Office d'administration des biens juifs) est fondée pour superviser les biens des déportés. Les Grecs expulsés des zones sous contrôle bulgare sont autorisés à occuper certains logements qui appartenaient à des Juifs (la confiscation a saisi 11 000 appartements) ; en parallèle, de nombreux Allemands et Grecs s'enrichissent avec les biens volés,. L'or confisqué aux Juifs sert à atténuer l'inflation et produit des effets importants sur l'économie grecque. L'historien Kostis Kornetis (en) déclare : « l'élimination des Juifs [de Salonique] dans la vie économique est finalement bien accueillie tant chez les élites que dans la population générale ».

### Rafle de Pessa'h (mars 1944)
En septembre 1943, après l'armistice de Cassibile, l'Allemagne prend le contrôle de la zone d'occupation italienne. Les quinze communautés juives qui y sont encore présentes comptent moins de 2 000 personnes et sont implantées près de ports ou de routes importantes,. Jürgen Stroop est nommé chef supérieur de la SS et de la Police dans la Grèce occupée, en partie pour faciliter la déportation des Juifs athéniens. Stroop ordonne au grand rabbin d'Athènes, Elias Barzilai, de lui remettre une liste de personnes juives. Barzilai lui répond que les registres de la communauté ont été détruits l'année précédente lors d'une campagne par l'Organisation patriote socialiste hellénique (EPSO) collaborationniste. Stroop lui ordonne d'écrire une nouvelle liste. Au lieu d'obéir, Barzilai prévient les Juifs qu'ils doivent fuir, avec l'aide du Front de libération nationale (EAM), groupe de résistance de gauche. Barzilai conclut un marché avec l'EAM : il lui verse la totalité des réserves d'argent liquide de la communauté en contrepartie de l'accueil des Juifs dans les secteurs contrôlés par les rebelles,.
Le 4 octobre, Stroop impose aux Juifs un couvre-feu et leur ordonne de se signaler auprès de la synagogue. Malgré la menace de mort qui pèse sur les Juifs qui se dérobent à l'opération et sur les chrétiens qui les aident, seules 200 personnes s'enregistrent ; de nombreuses autres s'enfuient, suivant l'exemple de Barzilai. Les nazis ne disposent pas d'effectifs suffisants et rencontrent l'opposition du gouvernement grec dirigé par Ioánnis Rállis : ils doivent remettre les opérations de déportation à l'année suivante. Sous la pression des Allemands, Rállis promulgue des lois sur la confiscation des biens appartenant aux Juifs. Si les Juifs fortunés des classes moyennes parviennent à se cacher, ceux qui s'enregistrent auprès des autorités appartiennent aux classes plus démunies de la société et n'ont pas les ressources nécessaires pour fuir. Au cours des six mois suivants, d'autres Juifs sont obligés de quitter leur abri car leurs ressources se tarissent. Le retard pris dans le projet de déportation rend certains Juifs trop confiants. Dans certains secteurs, ils ne saisissent pas l'occasion de s'enfuir pour diverses raisons : manque d'information sur la menace qui les guette, carences des intellectuels de la communauté, méfiance envers la résistance et réticence à abandonner des membres de leur famille.
En janvier 1944, Adolf Eichmann remplace Wisliceny par Anton Burger, qui est chargé de déporter les Juifs grecs dès que possible. En mars 1944, la fête juive de Pessa'h est utilisée comme couverture pour des rafles coordonnées menées en Grèce par la Geheime Feldpolizei (police militaire allemande) et la gendarmerie grecque. Le 23 mars, du pain azyme est distribué à une synagogue d'Athènes : les 300 Juifs qui ont tenté d'en obtenir sont arrêtés et d'autres sont traqués le même jour d'après des listes de noms. En général, la police grecque refuse d'arrêter des Juifs dont le nom ne figure pas sur les listes, ce qui épargne la vie de nombreux jeunes enfants. À la fin de la journée, les 2 000 Juifs pris sont internés au camp de concentration de Chaïdári, à l'extérieur de la ville. Le 24 mars, tous les Juifs des communautés restantes en Grèce continentale sont arrêtés, y compris à Patras, Chalcis, Ioannina, Arta, Préveza, Larissa, Vólos et Kastoria. La majorité des Juifs de Ioannina et de Kastoria sont arrêtés. Le 2 avril, le convoi part d'Athènes et embarque davantage de victimes juives sur son chemin vers le Nord. Près de cinq milliers de Juifs sont déportés de Grèce et ils parviennent à Auschwitz 9 jours plus tard.

### Déportation depuis les îles grecques (juin-août 1944)

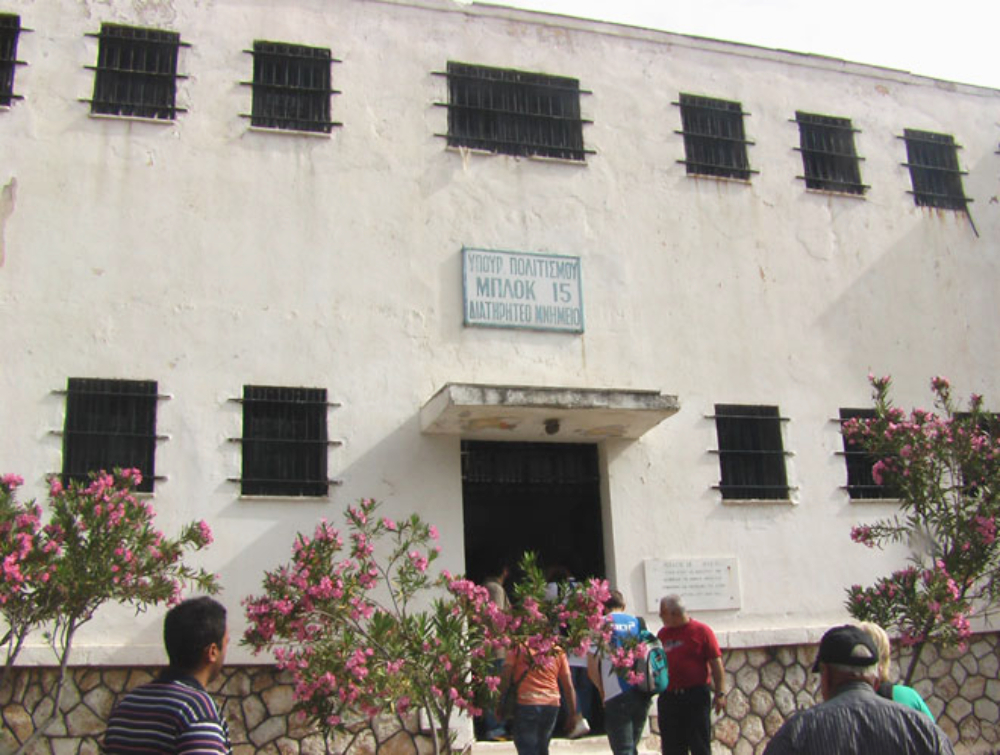
Camp de concentration de Chaïdári, block 15, en 2009.

Après la rafle de Pessa'h, les nazis tournent leur attention vers les communautés juives des îles grecques. La communauté entière des Juifs crétois, 314 personnes de La Canée et 26 d'Héraklion sont raflées le 20 mai et quittent le port de la baie de Souda le 7 juin. Toutes sont tuées car les Alliés coulent leur bateau,. Après l'armistice de 1943, la garnison italienne de Corfou refuse de se rendre et l'Allemagne s'installe de force dans les îles après des batailles qui laissent en ruines les quartiers juifs. Malgré les avertissements des soldats italiens, les Juifs ne vont pas se cacher dans les montagnes. Le 8 juin, les Juifs de Corfou sont raflés et déportés par bateau et par train vers Chaïdári. Le maire de Corfou déclare : « nos bons amis les Allemands ont nettoyé l'île de la racaille juive » ; il s'agit du seul cas d'un fonctionnaire grec approuvant la déportation des Juifs,. Les Juifs de Corfou sont convoyés de Chaïdári vers la Pologne le 21 juin.
Les îles du Dodécanèse appartiennent à l'Italie avant-guerre. Fin 1943, les Britanniques occupent brièvement Kos et évacuent des milliers de chrétiens grecs, mais pas les Juifs de l'île. Le 23 août 1944, 1 661 Juifs de Rhodes sont forcés de monter sur un bateau qui les emmène vers Le Pirée,,. Ce bateau s'arrête à Leros pour embarquer 94 autres Juifs de Kos. À ceux-ci s'ajoutent entre 700 et 900 autres prisonniers capturés dans le secteur d'Athènes. Tous sont déportés à Auschwitz le 3 août et y arrivent le 16. Seuls 157 Juifs de Rhodes et Kos, soit 9 %, sont revenus après la guerre,. Cette opération, la dernière déportation de la Shoah en Grèce, est menée deux mois avant la fin de l'occupation imposée par les forces de l'Axe. Les rares Juifs qui se cachaient sur des îles plus petites ont réchappé.

## Évasion et résistance

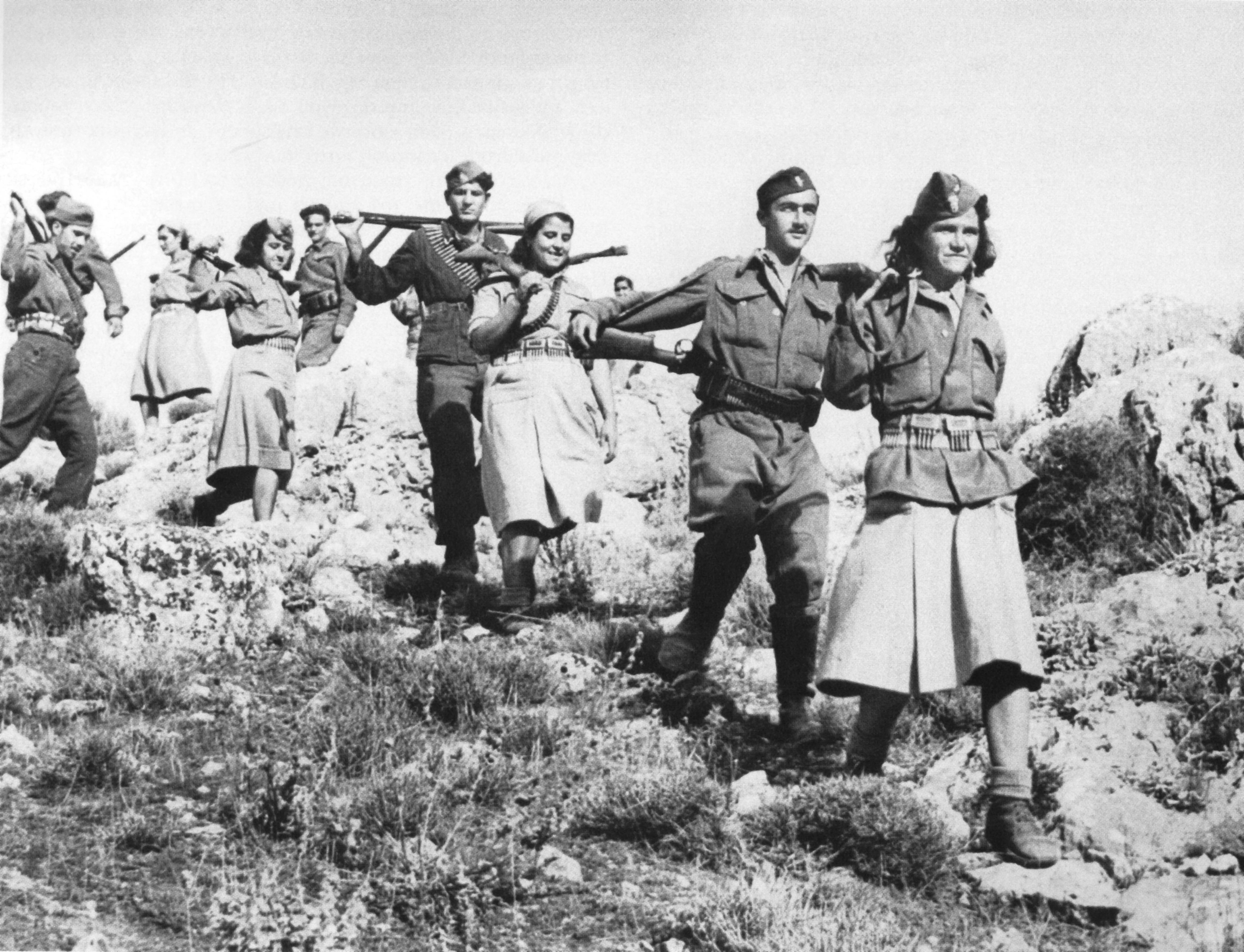
Des combattants de l'ELAS en octobre 1944, dont le grec juif Salvatore Bacolas (deuxième en partant à droite).

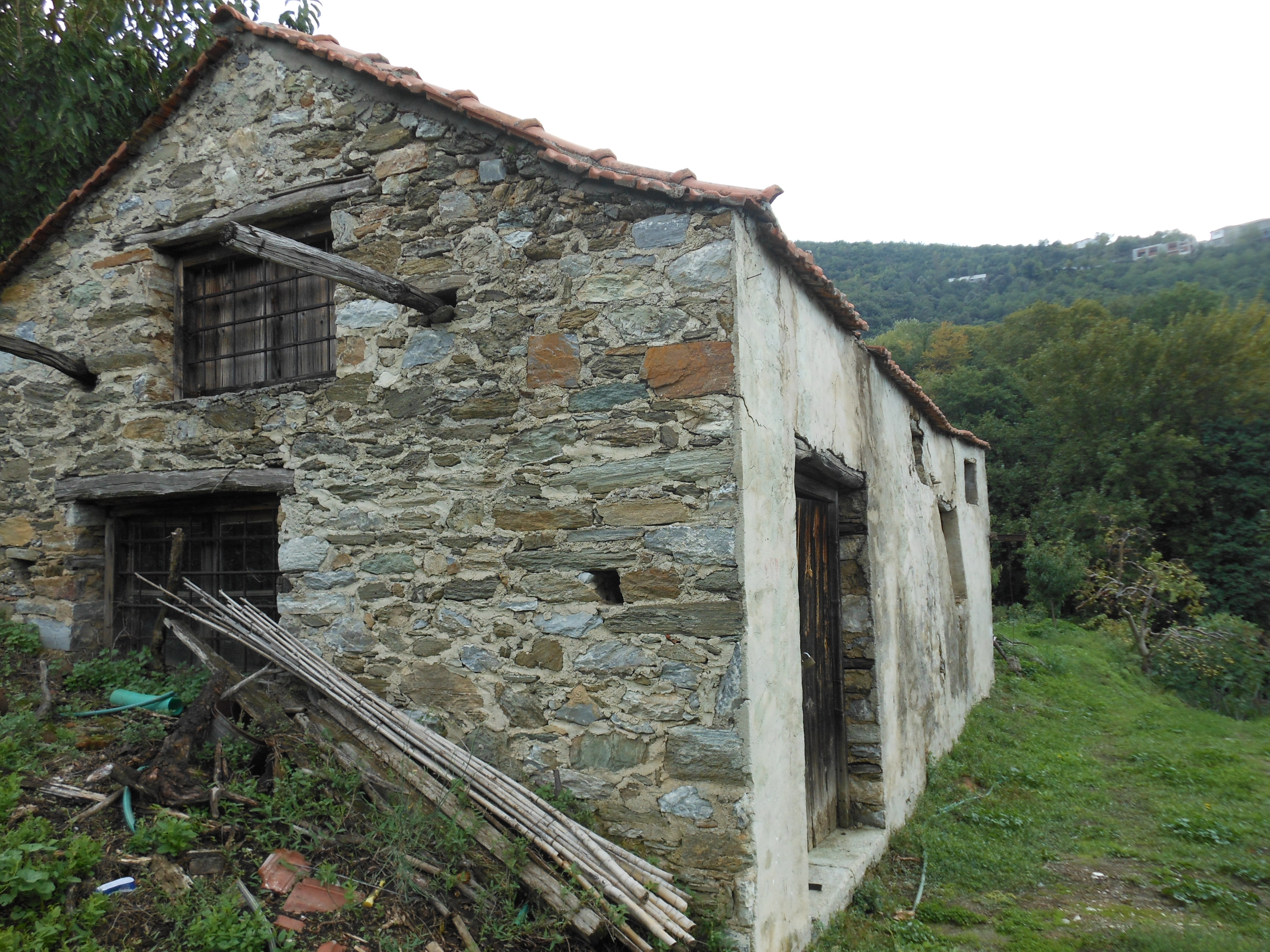
Bâtiment de stockage appartenant à la famille Voliotis, dans le village de Lachonia près du Mont Pélion ; des membres de la famille Hakim y ont vécu, cachés, pendant l'occupation nazie.

Les taux de survie varient beaucoup selon les régions en fonction de divers facteurs : planification des déportations, attitudes des autorités et intégration des communautés juives. D'après Michael Matsas (en), rescapé de la Shoah en Grèce, les facteurs décisifs sur le taux de survie sont la force des réseaux de résistance et la réaction des intellectuels juifs. Après la déportation des Juifs de Salonique et la fin de l'occupation italienne, des milliers de Juifs issus d'autres régions grecques rejoignent les rangs de la résistance ou vont se cacher. Dans de nombreux secteurs de Thessalie, de Grèce-Centrale et du Péloponnèse (dont Athènes), le nombre de personnes mortes dans la Shoah est relativement faible. Les activités de la résistance de gauche en Thessalie ont permis le taux de survie le plus élevé. Certaines petites communautés juives, dont celles de Karditsa et Agrínio (80 personnes dans chacune), ont pu entièrement fuir vers les villages de montagne contrôlés par l'Armée populaire de libération nationale grecque (ELAS). 55 Juifs de Veria sont cachés dans le village voisin de Sykéa pendant quinze à dix-sept mois. Au moins les deux tiers des Juifs d'Athènes et de Larissa ont survécu à la guerre.
L'archevêque Damaskinos, chef de l'Église de Grèce, a écrit des protestations vigoureuses contre les mauvais traitements réservés aux Juifs grecs et a émis de nombreux faux certificats de baptême. Il est le seul chef d'une église majeure en Europe qui ait condamné la Shoah. Le chef de la police à Athènes, Ángelos Évert, a sauvé des centaines de Juifs en leur remettant des faux papiers. Les 275 Juifs de Zante sont épargnés parce que le commandant autrichien de la garnison (issue de la 999e division légère Afrika) n'a pas exécuté l'ordre de déportation après les protestations du maire local et du prélat orthodoxe : sommés de fournir une liste des Juifs, ils ont préféré livrer leurs propres noms,,. L'historien Giorgos Antoniou remarque que « la différence entre l'assistance désintéressée et l'assistance intéressée est souvent difficile à établir » et il n'était « pas rare » que des Juifs cachés fussent victimes de vols. Contrairement à la situation d'autres pays, les rabbins grecs ont encouragé les Juifs à accepter de faux certificats de baptême. De nombreux Juifs cachés se sont convertis au christianisme et tous ne sont pas revenus au judaïsme après la guerre.
La résistance grecque accepte sans hésiter les volontaires dans ses rangs,. Au moins 650 combattants juifs de la résistance sont recensés et leur nombre a pu s'élever à 2 000. Les Juifs rejoignent principalement l'ELAS mais d'autres participent aux réseaux concurrents, l'EDES (Ligue nationale démocratique grecque) et Libération nationale et sociale (EKKA),. Contrairement aux autres réseaux, l'EAM appelle publiquement les Grecs à secourir leurs compatriotes juifs et l'organisation recrute activement de jeunes Juifs. Des milliers de Juifs, peut-être jusqu'à 8 000, bénéficient du secours de l'EAM/ELAS,. Dans certains cas, l'EAM refuse d'aider des Juifs sans versement d'une contrepartie monétaire. Les passeurs grecs réclament aux Juifs 300 livres de Palestine par bateau, chacun contenant deux douzaines de passagers, pour les emmener vers Tchesmé, en Turquie, via Eubée ; néanmoins, par la suite, l'ELAS et la Haganah négocient le prix d'une pièce d'or par passager juif. En juin 1944, 850 Juifs avaient fui vers Tchesmé malgré l'obstruction opposée par le renseignement britannique,.

## Après-guerre

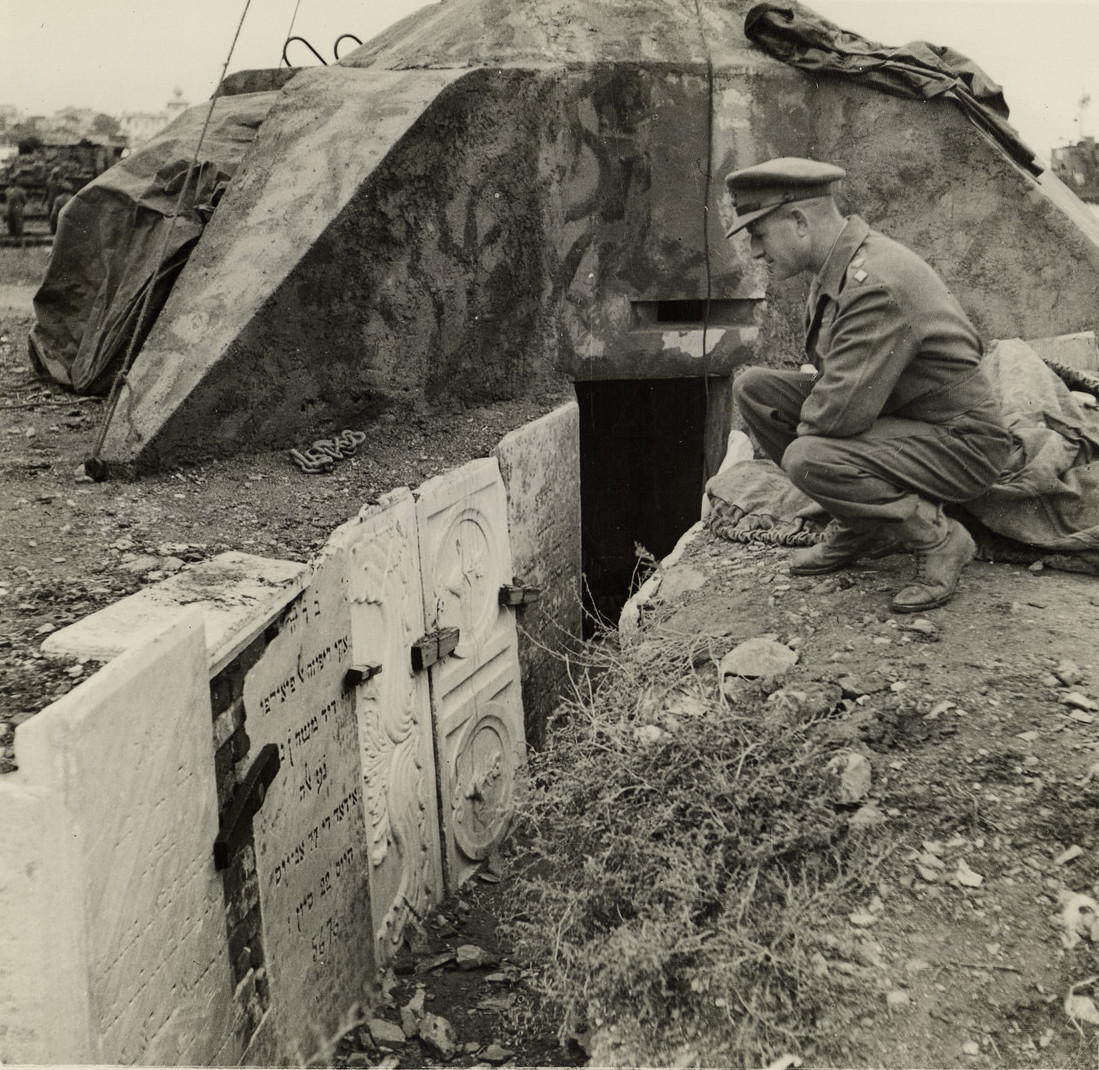
Un soldat britannique regarde les pierres tombales du cimetière juif profané à Salonique, en 1944.

Au mois de novembre 1944, toute la Grèce continentale a été reprise aux forces de l'Axe. Environ 10 000 Juifs grecs ont survécu à la Shoah, soit une perte de 83 % à 87 % comparé aux communautés d'avant-guerre. Le taux de décès est le plus élevé des Balkans et parmi les pires en Europe,. Les Juifs grecs se séparent en deux groupes opposés : d'une part les survivants des camps et d'autre part les personnes, plus nombreuses, qui sont restées en Grèce ou qui reviennent de l'étranger,. Près de la moitié des rescapés des camps ne reste que peu de temps en Grèce avant d'émigrer et d'autres restent à l'étranger. Le ministère grec des Affaires étrangères tente de retarder ou d'empêcher leur retour en Grèce. Hal Lehrman, journaliste au New York Times, signale que les chrétiens traitent souvent les survivants des camps de « savonnettes inutilisées ». Presque tous les Juifs ont perdu des membres de leur famille. La désintégration des familles ainsi que l'absence de professionnels croyants rendent presque impossible l'observance des traditions religieuses. Trois Grecs sont condamnés à mort pour leur participation à la Shoah en Grèce, tous par contumace. Contrairement au gouvernement grec, la communauté juive insiste pour traduire en justice ses propres membres quand ils sont entachés de collaboration,.
En novembre 1944, le gouvernement grec annule toutes les lois d'aryanisation et promulgue la première mesure d'Europe pour la restitution des biens confisqués à leurs propriétaires juifs ou à leurs héritiers, et pour la transmission des biens des Juifs sans héritiers à des associations juives. Néanmoins, cette loi n'est pas appliquée,. Les Juifs, dépourvus de tout bien immeuble ou de tout logis, doivent dormir dans des abris de fortune ou sur des sols en ciment, dans des conditions qui sont alors comparées aux camps de concentration nazis. Pour la plupart des Juifs, recouvrer les biens volés par des non-Juifs pendant la guerre se révèle difficile, voire impossible. À Salonique, 15 % des biens (voire moins) appartenant aux Juifs sont restitués et seules 30 personnes ont pu recouvrer la totalité de leurs biens immobiliers. Toutefois, la restitution est plus facile dans l'ancienne zone d'occupation italienne. Les tribunaux grecs prononcent des verdicts qui, en général, défavorisent les survivants ; ne pouvant recouvrer leurs biens, de nombreux Juifs émigrent. Or, en migrant, ils perdent la nationalité grecque et, du même coup, toute possibilité de recours pour récupérer leurs anciens avoirs,. Les conflits sur la restitution des biens alimentent également des incidents antisémites .
Dans plusieurs pays européens, des associations juives américaines — notamment l'American Jewish Joint Distribution Committee (JDC) — coordonnent leurs efforts humanitaires pour secourir les survivants. Peu optimiste sur l'avenir des Juifs en Europe du Sud-Est, le JDC aide en priorité ceux qui veulent s'installer en Palestine. Les séfarades des États-Unis recueillent des fonds pour offrir aux juives une dot leur permettant de se marier et pour envoyer des articles comme des vêtements, des chaussures, de la nourriture. Les sionistes mettent sur pied des programmes d'hakhshara (en) pour préparer l'émigration vers la Palestine mandataire.
Avant la Seconde Guerre mondiale, de nombreux Juifs soutiennent les partis de gauche et l'aide reçue par l'EAM renforce leurs sympathies pour la gauche. Ces connexions les rendent suspects sur le plan politique, au point que certains Grecs reprennent la propagande nazie assimilant les Juifs au communisme. Certains Juifs soupçonnés de sympathies à gauche sont arrêtés, torturés ou assassinés pendant la répression de 1945-1946. À l'inverse, le contexte politique permet aux anciens collaborateurs des nazis de se présenter comme des citoyens loyaux et anti-communistes. De 1946 à 1949 règne la guerre civile grecque entre le gouvernement monarchiste et les insurgés de gauche ayant succédé à l'EAM / ELAS. Selon Bowman, la coalition anti-communiste charrie « un fort courant d'antisémitisme et de haine envers les Juifs ». Certains Juifs sont recrutés dans l'armée et d'autres rejoignent les insurgés. Après la défaite de ces derniers, certains communistes juifs sont exécutés ou emprisonnés et d'autres subissent une marginalisation systématique dans la société. Pour certains Juifs, le service militaire obligatoire (auquel on peut se soustraire en émigrant et en renonçant à la nationalité grecque) est le facteur final qui déclenche leur départ du pays.
Dans un État qui se définit de plus en plus par l'Église de Grèce, et compte tenu de la sympathie de nombreux Juifs envers la gauche politique (purgée après la guerre civile grecque), la population juive est de plus en plus marginalisée dans la société. Dans la décennie qui suit la guerre, les communautés juives de Grèce perdent la moitié de leurs membres avant de se stabiliser. En 2017, la Grèce promulgue une loi qui autorise les survivants de la Shoah et leurs héritiers à reprendre la nationalité grecque s'ils en ont été déchus. En 2021, environ 5 000 Juifs vivent en Grèce, principalement à Athènes (3 000 personnes) et à Salonique (1 000).

## Mémoire

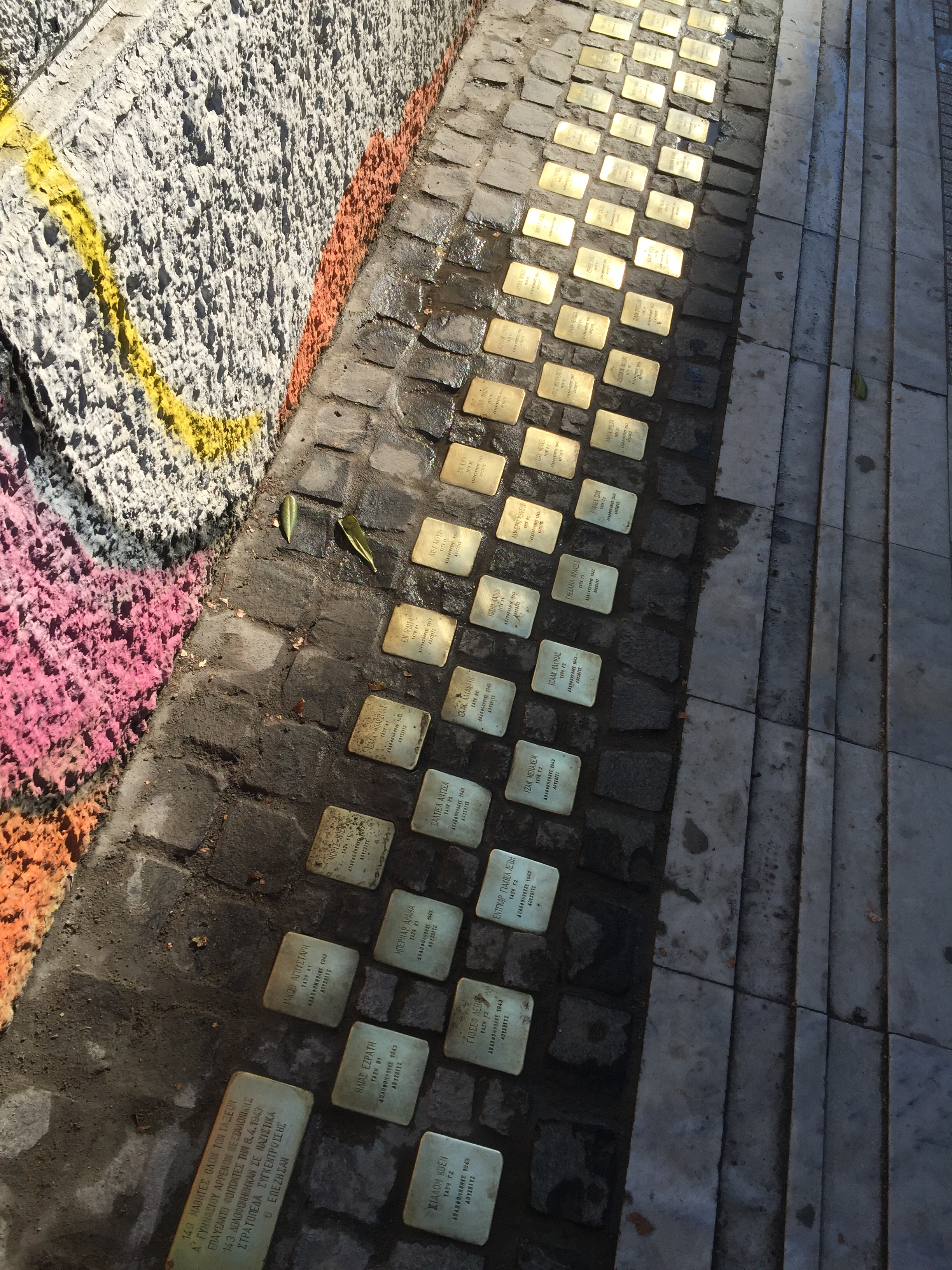
Stolpersteine à Salonique pour commémorer la déportation des enfants de l'école.

La Shoah en Grèce reste pendant longtemps occultée par d'autres évènements comme la famine, la résistance et la guerre civile et, dans l'esprit des Grecs, elle est déformée par des représentations exagérées sur la solidarité manifestée par les chrétiens grecs. En outre, ce manque d'attention envers la Shoah est aussi imputable au niveau élevé d'antisémitisme dans la population (en), qui est supérieur à celui de tout autre pays de l'Union européenne avant 2004. Les sympathies propalestiniennes des Grecs conduisent à une confusion entre les Juifs et l'État d'Israël : l'antisémitisme peut passer sous couvert d'antisionisme,. La négation de la Shoah, bien qu'illégale en Grèce, est favorisée par certaines personnalités, notamment au sein du parti extrémiste Aube dorée.
Selon l'historienne Katherine Elizabeth Fleming (en), bien souvent, « les récits sur la destruction des Juifs de Grèce servent de prétexte pour célébrer l'altruisme et la valeur de l'Église orthodoxe grecque ». Elle déclare que, si certains Grecs ont adopté une conduite héroïque pour sauver des Juifs, « il arrivait parfois que les chrétiens grecs soient complices de la destruction des vies juives ; de nombreux autres y restaient indifférents ; et une fraction non négligeable s'en est réjouie »,. Le thème du collaborationnisme grec est resté tabou chez les spécialistes et ne commence d'être abordé qu'au XXIe siècle.
En 2005, la Grèce rejoint l'International Holocaust Remembrance Alliance et lance ensuite des programmes d'éducation sur la Shoah dans l'enseignement national. Athènes est remarquée comme la dernière capitale d'Europe dépourvue de mémorial de la Shoah ; ce bâtiment n'est terminé qu'en 2010. Il existe aussi des mémoriaux à Salonique (un sur la place Eleftherías, un autre à l'emplacement de l'ancien cimetière juif), Rhodes, Ioannina, Kavala, Larissa et ailleurs,. Ces mémoriaux subissent des vandalismes répétés,. En 1977, le musée juif de Grèce ouvre à Athènes et en 2017 commence à Salonique l'édification d'un musée de l'holocauste en Grèce. En 2020, la Grèce compte 357 personnes reconnues par Yad Vashem comme des Justes parmi les nations.

#### The Holocaust in Greece
- (en) Giorgos Antoniou et Anthony D. Moses (en), The Holocaust in Greece, Cambridge University Press, 2018, 1–12 p. (ISBN 978-1-108-47467-2), « Introduction ».
- (en) Giorgos Antoniou, The Holocaust in Greece, Cambridge University Press, 2018, 135–156 p. (ISBN 978-1-108-47467-2), « Bystanders, Rescuers, and Collaborators: A Microhistory of Christian–Jewish Relations, 1943–1944 »
- (en) Andrew Apostolou, The Holocaust in Greece, Cambridge University Press, 2018, 89–112 p. (ISBN 978-1-108-47467-2), « Greek Collaboration in the Holocaust and the Course of the War ».
- (en) Iason Chandrinos et Anna Maria Droumpouki, The Holocaust in Greece, Cambridge University Press, 2018, 15–35 p. (ISBN 978-1-108-47467-2), « The German Occupation and the Holocaust in Greece: A Survey »
- (en) Katherine E. Fleming, The Holocaust in Greece, Cambridge University Press, 2018 (ISBN 978-1-108-47467-2), « Gray Zones », p. 361–370.
- (en) Maria Kavala, The Holocaust in Greece, Cambridge University Press, 2018 (ISBN 978-1-108-47467-2), « The Scale of Jewish Property Theft in Nazi-occupied Thessaloniki », p. 183–207.
- (en) Kostis Kornetis (en), The Holocaust in Greece, Cambridge University Press, 2018, 228–252 p. (ISBN 978-1-108-47467-2), « Expropriating the Space of the Other: Property Spoliations of Thessalonican Jews in the 1940s »
- (en) Kateřina Králová, The Holocaust in Greece, Cambridge University Press, 2018, 304–326 p. (ISBN 978-1-108-47467-2), « Being a Holocaust Survivor in Greece: Narratives of the Postwar Period, 1944–1953 »
- (en) Anthony McElligott (en), The Holocaust in Greece, Cambridge University Press, 2018, 58–86 p. (ISBN 978-1-108-47467-2), « The Deportation of the Jews of Rhodes, 1944: An Integrated History »
- (en) Devin E. Naar (en), The Holocaust in Greece, Cambridge University Press, 2018, 273–303 p. (ISBN 978-1-108-47467-2), « “You are Your Brother’s Keeper”: Rebuilding the Jewish Community of Salonica from Afar »
- (en) Leon Saltiel, The Holocaust in Greece, Cambridge University Press, 2018, 113–134 p. (ISBN 978-1-108-47467-2), « A City against Its Citizens? Thessaloniki and the Jews »

#### Autres
- (en) Angelyn Balodimas-Bartolomei, « Political and Pedagogical Dimensions in Holocaust Education: Teacher Seminars and Staff Development in Greece », dans Diaspora, Indigenous, and Minority Education, vol. 10, 2016, 242–254 p. (DOI 10.1080/15595692.2016.1219847), chap. 4
- (en) Zanet Battinou, « The Jewish Museum of Greece: Brief Description, Mission, Issues and Programmes », dans European Judaism: A Journal for the New Europe (en), vol. 36, 2003, 41–47 p. (ISSN 0014-3006, DOI 10.3167/001430003782266125, JSTOR 41443651), chap. 2
- (en) Steven B. Bowman, The Agony of Greek Jews, 1940–1945, Stanford University Press, 2009 (ISBN 978-0-8047-7249-5).
- (en) Anna Maria Droumpouki, « Shaping Holocaust memory in Greece: memorials and their public history », National Identities (en), vol. 18, no 2,‎ 2016, p. 199–216 (DOI 10.1080/14608944.2015.1027760)
- (en) Katherine E. Fleming, Greece : A Jewish History, Princeton University Press, 2008 (ISBN 978-0-691-10272-6). .
- (en) Pothiti Hantzaroula, « Postwar Identity in the Making: Hidden Children in Volos (Greece) », dans Historein, vol. 18, 2019 (ISSN 2241-2816, DOI 10.12681/historein.14627 , lire en ligne), chap. 1
- Anastasio Karababas (préf. Serge Klarsfeld), Sur les traces des Juifs de Grèce, VA Éditions, Versailles, 2023  (ISBN 9782360932634)
- (en) Yitzchak Kerem, « The Greek Government-in-exile and the Rescue of Jews from Greece », dans Holocaust Studies (en), vol. 18, 2012, 189–212 p. (DOI 10.1080/17504902.2012.11087301), chap. 2–3
- (en) Mark Mazower, Salonica, City of Ghosts: Christians, Muslims and Jews 1430-1950, Knopf Doubleday Publishing Group (en), 2004 (ISBN 978-0-307-42757-1)